# وزیر دفاع استونی
وزیر دفاع استونی (انگلیسی: Minister of Defence) یکی از مهم‌ترین وزیران دولت استونی است که مسئولیت هماهنگی سیاست‌های دولت در زمینه دفاع ملی و نیروهای نظامی را بر عهده دارد.

## فهرست وزیران

### ۱۹۱۸ تا ۱۹۲۹ (وزیر جنگ)
| نام                    | از             | تا             | حزب                      |
| Andres Larka           | ۲۴ فوریه ۱۹۱۸  | ۲۷ نوامبر ۱۹۱۸ | non-party                |
| کونستانتین پاتس        | ۲۷ نوامبر ۱۹۱۸ | ۸ مه ۱۹۱۹      | non-party                |
| اوتو استراندمن         | ۸ مه ۱۹۱۹      | ۱۸ نوامبر ۱۹۱۹ | Estonian Labour Party    |
| August Johannes Hanko  | ۱۸ نوامبر ۱۹۱۹ | ۲۸ ژوئیه ۱۹۲۰  | non-party                |
| Aleksander Tõnisson    | ۲۸ ژوئیه ۱۹۲۰  | ۲۶ اکتبر ۱۹۲۰  | non-party                |
| آنتس پیپ               | ۲۶ اکتبر ۱۹۲۰  | ۲۵ ژانویه ۱۹۲۱ | Estonian Labour Party    |
| Jaan Soots             | ۲۵ ژانویه ۱۹۲۱ | ۲ اوت ۱۹۲۳     | Farmers' Assemblies      |
| Ado Anderkopp          | ۲ اوت ۱۹۲۳     | ۱۹ فوریه ۱۹۲۴  | Estonian Labour Party    |
| Oskar Amberg           | ۲۶ مارس ۱۹۲۴   | ۱۸ اکتبر ۱۹۲۴  | Christian People's Party |
| Hans Kurvits           | ۱۱ نوامبر ۱۹۲۴ | ۲۶ نوامبر ۱۹۲۴ |                          |
| Jaan Soots (دومین بار) | ۱۶ دسامبر ۱۹۲۴ | ۴ مارس ۱۹۲۷    | Farmers' Assemblies      |
| نیکولای ریک            | ۴ مارس ۱۹۲۷    | ۴ دسامبر ۱۹۲۸  |                          |
| Mihkel Juhkam          | ۴ دسامبر ۱۹۲۸  | ۳۱ مارس ۱۹۲۹   | Estonian Labour Party    |

### ۱۹۲۹ تا ۱۹۳۷ (وزیر دفاع)
| نام                             | از            | تا             | حزب                     |
| Mihkel Juhkam                   | ۱ آوریل ۱۹۲۹  | ۹ ژوئیه ۱۹۲۹   | Estonian Labour Party   |
| Oskar Köster                    | ۹ ژوئیه ۱۹۲۹  | ۱۲ فوریه ۱۹۳۱  | Settlers' Party         |
| August Kerem                    | ۱۲ فوریه ۱۹۳۱ | ۱۹ نوامبر ۱۹۳۲ | Estonian People's Party |
| Aleksander Tõnisson (دومین بار) | ۱ نوامبر ۱۹۳۲ | ۱۸ مه ۱۹۳۳     | non-party               |
| August Kerem (دومین بار)        | ۱۸ مه ۱۹۳۳    | ۲۱ اکتبر ۱۹۳۳  | Estonian People's Party |
| Paul Lill                       | ۲۱ اکتبر ۱۹۳۳ | ۲۸ فوریه ۱۹۳۷  |                         |

### ۱۹۳۷ تا ۱۹۴۰ (وزیر جنگ)
| نام                     | از            | تا            |
| Paul Lill               | ۱ مارس ۱۹۳۷   | ۱۲ اکتبر ۱۹۳۹ |
| نیکولای ریک (دومین بار) | ۱۲ اکتبر ۱۹۳۹ | ۲۱ ژوئن ۱۹۴۰  |

### ۱۹۹۲ تا کنون (وزیر دفاع)
| نام                    | از              | تا              | حزب                                  |
| اولو اولوتس            | ۱۸ ژوئن ۱۹۹۲    | ۲۱ اکتبر ۱۹۹۲   | Popular Front of Estonia             |
| هاین رباس              | ۲۱ اکتبر ۱۹۹۲   | ۵ اوت ۱۹۹۳      | Estonian National Independence Party |
| یوری لویک              | ۲۳ اوت ۱۹۹۳     | ۸ نوامبر ۱۹۹۴   | Pro Patria Union                     |
| ایندرک کانیک           | ۷ ژانویه ۱۹۹۴   | ۲۳ مه ۱۹۹۴      | Pro Patria Union                     |
| ان توپ                 | ۲۸ ژوئن ۱۹۹۴    | ۱۷ آوریل ۱۹۹۵   | Pro Patria Union                     |
| آندرس اول              | ۱۷ آوریل ۱۹۹۵   | ۲۵ مارس ۱۹۹۹    | Estonian Coalition Party             |
| یوری لویک (دومین بار)  | ۲۵ مارس ۱۹۹۹    | ۲۸ ژانویه ۲۰۰۲  | Pro Patria Union                     |
| اسون میکسر             | ۲۸ ژانویه ۲۰۰۲  | ۱۰ آوریل ۲۰۰۳   | حزب مرکزی استونی                     |
| مارگوس هانسون          | ۱۰ آوریل ۲۰۰۳   | ۲۲ نوامبر ۲۰۰۴  | حزب اصلاحات استونی                   |
| یاک یوئروت             | ۲۲ نوامبر ۲۰۰۴  | ۸ اکتبر ۲۰۰۵    | حزب اصلاحات استونی                   |
| یورگن لیگی             | ۱۰ اکتبر ۲۰۰۵   | ۵ آوریل ۲۰۰۷    | حزب اصلاحات استونی                   |
| یاک آویکسو             | ۵ آوریل ۲۰۰۷    | ۶ آوریل ۲۰۱۱    | Union of Pro Patria and Res Publica  |
| مارت لار               | ۶ آوریل ۲۰۱۱    | ۱۱ مه ۲۰۱۲      | Union of Pro Patria and Res Publica  |
| اورماس رینسالو         | ۱۴ مه ۲۰۱۲      | ۲۶ مارس ۲۰۱۴    | Union of Pro Patria and Res Publica  |
| اسون میکسر (دومین بار) | ۲۶ مارس ۲۰۱۴    | ۱۴ سپتامبر ۲۰۱۵ | حزب سوسیال دموکرات                   |
| هانس هانسو             | ۱۴ سپتامبر ۲۰۱۵ | ۲۳ نوامبر ۲۰۱۶  | حزب سوسیال دموکرات                   |
| مارگوس ساهکنا          | ۲۳ نوامبر ۲۰۱۶  | ۱۲ ژوئن ۲۰۱۷    | Union of Pro Patria and Res Publica  |
| یوری لویک (سومین بار)  | ۱۲ ژوئن ۲۰۱۷    | ۲۶ ژانویه ۲۰۲۱  | Union of Pro Patria and Res Publica  |
| کاله لانت              | ۲۶ ژانویه ۲۰۲۱  | ۱۸ ژوئیه ۲۰۲۲   | حزب اصلاحات استونی                   |
| هانو پوکور             | ۱۸ ژوئیه ۲۰۲۲   |                 | حزب اصلاحات استونی                   |